# Donald Cogsville
Donald ("Don") P. Cogsville (New York, 9 mei 1965) is een voormalig profvoetballer uit de Verenigde Staten, die speelde als middenvelder gedurende zijn carrière. Hij speelde voor onder meer San Diego Sockers en North Carolina Tar Heels.

## Interlandcarrière
Cogsville speelde zes keer voor de nationale ploeg van de Verenigde Staten in het jaar 1988. Hij maakte zijn debuut op 10 januari 1988 in de vriendschappelijke uitwedstrijd tegen Guatemala (1-0) in Guatemala-Stad, net als Jeff Agoos, John Diffley en Marcelo Balboa.